# Chris Mordetzky

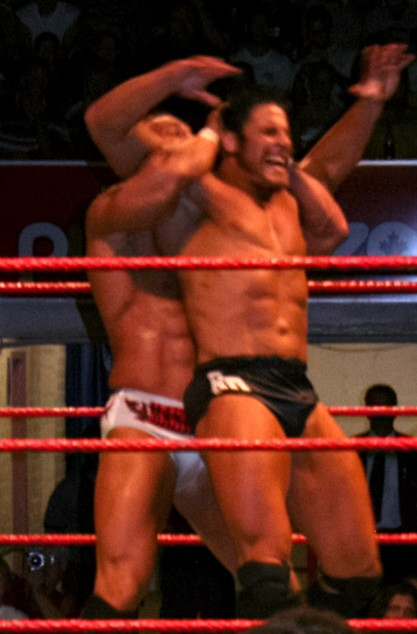
Chris Mordetzky

Chris Mordetsky és un lluitador conegut com a Chris Masters que va treballar a l'empresa World Wrestling Entertainment treballant a la marca Smackdown, fins que va ser despatxat. Actualment forma part de l'empresa Nu-Wrestling Evolution.

## Carrera

### World Wrestling Entertainment
Chris Masters és conegut també com a Masterpiece. Anteriorment va estar a la marca RAW on va adquirir experiència i va tenir grans resultats. Va crear un nou tipus de combat "Masterlock match" on posava a prova als seus contrincants aplicant-los el seu moviment especial "The Masterlock". Alguns dels resultats recents més destacables de Chris Masters han sigut la seva victòria davant Carlito a l'esdeveniment New Year's Revolution 2007 i va aconseguir durant dos anys que ningú trenqués el seu famós Masterlock.

### NWE
El 4 de gener es va anunciar per la pàgina web de solowrestling que havia sigut contractat per la NWE para ses events en Madrid i Bilbao a l'abril.
i estarà juntament amb Rob Van Dam en els show de Tenerife i Gran Canaria.

### APW
També s'ha confirmat que estarà present, juntament amb Rob Van Dam i altres en un show de la APW en la localitat d'Elvas, Portugal

### Curiositats
L'única Superestrella que ha pogut desfer el "Maserlock" és Bobby Lashley, una setmana abans de l'event "Batalla dels Bilionaris" del PPV "WrestleMania 23".
Una altra de les persones que ha resistit el Masterlock ha sigut Shawn Michaels en una competició de veure qui aguantava el seu The Masterlock. Després d'això van tenir un feu. També ha resistit el Masterlock Kane a New Year's Revolution. Un altre dels capaces d'evitar aquest The Masterlock
ha sigut Booker T a Wrestlemania 21. En el tribut a les tropes 2006, JBL va ajudar a un soldat a ser la primera persona a trencar el MasterLock.
El dia 8 de novembre del 2007 va ser despatxat de la WWE perquè va donar positiu per consum de diferents estupefacients.

## Moviments finalizadors
- - The Masterlock 
  - Full Nelson Slam
  - Running front powerslam
  - Spine Buster